# 肮脏美学
肮脏美学衍生自“暴力美学”，作为一种电影艺术的风格和表现手法存在。主要在官感上，以肮脏的画面、恐怖的情节刺激观众的感官。观赏者出于人性的猎奇的心态，抑制了自身对肮脏的不适感。
荷兰导演汤姆·希克斯（Tom Six）执导的系列恐怖电影《人体蜈蚣》是“肮脏美学”的典型体现之一。